# Mike Healy
Mike Healy es un personaje de ficción de la serie de televisión Oz, interpretado por Steve Ryan.

## Historia enOz
Healy es un oficial penitenciario que trabaja en Oz, aunque no en Emerald City. Es un oficial racista, y trata violentamente a los prisioneros. Tiene una aversión especial por Tim McManus, el jefe de unidad en Em City.

### Primera temporada
Desde el primer momento se puede ver que Healy es un oficial corrupto, ya que hace pequeños y grandes favores al hermano de un amigo suyo, Ryan O'Reily. Se supone que todos los tratos que hace O'Reily con los oficiales a cambio de dinero los hace con la ayuda de Healy, mientras que este le asiste con los asuntos grandes.
Aparte de su relación con O'Reily, se puede ver también a Healy burlándose de Tim McManus y de su trabajo en Emerald City, de su relación con la oficial Diane Wittlesey, y de las propuestas en las reuniones.
Healy tiene un papel muy importante en la muerte de Jefferson Keane. Después de que una escalada de violencia entre los Italianos y los Negros se haya cobrado varias muertes, Keane no quiere dar el siguiente paso y vengarse. De hecho, se ha convertido al Islam y está a punto de confesar toda la trama, aunque sin implicar a O'Reily. Este no se lo cree, y piensa que es mejor deshacerse de él, así que Healy lleva a Keane al gimnasio, donde le están esperando dos Latinos. Keane, en defensa propia, mata a uno y hiere al otro. Healy lo graba todo en una videocámara.
Tras esta muerte, Keane es condenado a muerte, aunque cuando Tobias Beecher se entera de que fue una encerrona, pretende salvar a Keane encontrando la cinta de vídeo que lo prueba. Para este cometido, le pide ayuda a Bob Rebadow, al que Healy amenaza y maltrata para que no siga preguntando.
Healy también es el encargado de suministrar droga a O'Reily para que este pueda venderla en Em City. Normalmente se encuentran en un pasillo de la cárcel poco transitado y allí hacen el intercambio. Nino Schibetta, el jefe de los Italianos, ve la operación Healy-O'Reily como una amenaza para su propia operación de venta de droga y le ofrece a O'Reily su perdón y protección a cambio de que este delate a Healy. O'Reily acepta.
O'Reily sabe que si vende a Healy sin más, el resto de los oficiales irán a por él, así que convence a Ronald Pokelwaldt para que informe al alcaide Leo Glynn y resto de autoridades. Cuando O'Reily y Healy están en medio de un intercambio, aparecen las fuerzas especiales y los detienen. McManus le pega un puñetazo en la cara a Healy, furioso. O'Reily va al agujero, negándose a testificar en contra de Healy e informando a los oficiales que quien delató a Healy es Pokelwaldt, quien sufre una paliza por parte de los oficiales.
Healy es llevado ante un enfadado Glynn y este le reprende severamente. Luego manda que se lo lleven y no se sabe más de él, aunque es supuesto que tras su juicio no es condenado en Oz porque no se le vuelve a ver en la prisión.